# Лунка (Варфу Кампулуј)
Лунка (рум. Lunca) насеље је у Румунији у округу Ботошани у општини Варфу Кампулуј. Oпштина се налази на надморској висини од 287 m.

## Становништво
Према подацима из 2011. године у насељу је живело 822 становника.